# Giải bóng đá vô địch quốc gia România
Liga I (phát âm tiếng Romania: [ˈliɡa ɨnˈtɨj];), còn được viết là Liga 1 và chính thức được gọi là SuperLiga vì lý do tài trợ, là một giải bóng đá chuyên nghiệp tại România và là cấp độ cao nhất của hệ thống giải bóng đá România. Giải đấu có sự tham gia của 16 câu lạc bộ, hoạt động theo hệ thống thăng hạng và xuống hạng với Liga II. Các đội thi đấu 30 trận mỗi đội trong mùa giải chính thức, trước khi bước vào vòng play-off tranh chức vô địch hoặc vòng play-off xuống hạng tùy theo vị trí trên bảng xếp hạng chính thức.
Liga I được thành lập năm 1909 và bắt đầu thi đấu từ mùa giải 1909–10, hiện đang xếp thứ 25 trong bảng xếp hạng hệ số giải đấu của UEFA. Giải đấu do Liga Profesionistă de Fotbal (LPF) quản lý. Trước mùa giải 2006–07, giải đấu được gọi là Divizia A, nhưng tên gọi này đã phải đổi sau khi phát hiện ra rằng có người khác đã đăng ký nhãn hiệu đó.
Đội có thành tích tốt nhất cho đến nay là Steaua București với 20 hoặc 28 danh hiệu, tiếp theo là đối thủ xuyên thành phố lâu năm Dinamo București với 18 danh hiệu. Hơn nữa, trong số 21 câu lạc bộ còn lại đã vô địch trong giải đấu, 8 câu lạc bộ đã giành được ít nhất ba lần— CFR Cluj (tám danh hiệu), Venus București (bảy), Chinezul Timișoara và UTA Arad (mỗi câu lạc bộ sáu), Ripensia Timișoara, Universitatea Craiova và Petrolul Ploiești (mỗi câu lạc bộ bốn), và Rapid București (ba).

## Thành tích

### Liga I (2006–nay)
| Mùa giải | Vô địch (lần)          | Á quân                | Hạng ba               | Vua phá lưới (đội – số bàn)                                                    | Ghi chú |
| -------- | ---------------------- | --------------------- | --------------------- | ------------------------------------------------------------------------------ | ------- |
| 2006–07  | Dinamo București (18)  | FCSB                  | CFR Cluj              | Claudiu Niculescu (Dinamo București – 18)                                      | [ 3 ]   |
| 2007–08  | CFR Cluj (1)           | FCSB                  | Rapid București       | Ionel Dănciulescu (Dinamo București – 21)                                      | [ 4 ]   |
| 2008–09  | Unirea Urziceni (1)    | FC Timișoara          | Dinamo București      | Gheorghe Bucur (FC Timișoara – 17) Florin Costea (FC U Craiova – 17)           | [ 5 ]   |
| 2009–10  | CFR Cluj (2)           | Unirea Urziceni       | FC Vaslui             | Andrei Cristea (Dinamo București – 16)                                         | [ 6 ]   |
| 2010–11  | Oțelul Galați (1)      | FC Timișoara          | FC Vaslui             | Ianis Zicu (FC Timișoara – 18)                                                 | [ 7 ]   |
| 2011–12  | CFR Cluj (3)           | FC Vaslui             | FCSB                  | Wesley (FC Vaslui – 27)                                                        | [ 8 ]   |
| 2012–13  | FCSB (3)               | Pandurii Târgu Jiu    | Petrolul Ploiești     | Raul Rusescu (FCSB – 21)                                                       | [ 9 ]   |
| 2013–14  | FCSB (4)               | Astra Giurgiu         | Petrolul Ploiești     | Liviu Antal (FC Vaslui – 14)                                                   | [ 10 ]  |
| 2014–15  | FCSB (5)               | ASA 2013 Târgu Mureș  | CFR Cluj              | Grégory Tadé (CFR Cluj – 18)                                                   | [ 11 ]  |
| 2015–16  | Astra Giurgiu (1)      | FCSB                  | Pandurii Târgu Jiu    | Ioan Hora (Pandurii Târgu Jiu – 19)                                            | [ 12 ]  |
| 2016–17  | Viitorul Constanța (1) | FCSB                  | Dinamo București      | Azdren Llullaku (Gaz Metan Mediaș – 16)                                        | [ 13 ]  |
| 2017–18  | CFR Cluj (4)           | FCSB                  | Universitatea Craiova | George Țucudean (Viitorul Constanța, CFR Cluj – 15) Harlem Gnohéré (FCSB – 15) | [ 14 ]  |
| 2018–19  | CFR Cluj (5)           | FCSB                  | Viitorul Constanța    | George Țucudean (CFR Cluj – 18)                                                | [ 15 ]  |
| 2019–20  | CFR Cluj (6)           | Universitatea Craiova | Astra Giurgiu         | Gabriel Iancu (Viitorul Constanța – 18)                                        | [ 16 ]  |
| 2020–21  | CFR Cluj (7)           | FCSB                  | Universitatea Craiova | Florin Tănase (FCSB – 24)                                                      |         |
| 2021–22  | CFR Cluj (8)           | FCSB                  | Universitatea Craiova | Florin Tănase (FCSB – 20)                                                      |         |
| 2022–23  | Farul Constanța (1)    | FCSB                  | CFR Cluj              | Marko Dugandžić (Rapid București – 22)                                         |         |
| 2023–24  | FCSB (6)               | CFR Cluj              | Universitatea Craiova | Florinel Coman (FCSB – 18) Philip Otele (CFR - 18)                             |         |
| 2024–25  | FCSB (7)               | CFR Cluj              | Universitatea Craiova | Louis Munteanu (CFR – 23)                                                      |         |

## Thống kê

### Theo câu lạc bộ
In đậm chỉ các câu lạc bộ hiện đang chơi ở Liga I 2025–26. Các đội in nghiêng không còn tồn tại nữa.
| Câu lạc bộ                 | Vô địch | Năm vô địch |
| -------------------------- | ------- | --- |
| Steaua București/FCSB      | 28      | 1951, 1952, 1953, 1956, 1959–60, 1960–61, 1967–68, 1975–76, 1977–78, 1984–85, 1985–86, 1986–87, 1987–88, 1988–89, 1992–93, 1993–94, 1994–95, 1995–96, 1996–97, 1997–98, 2000–01, 2004–05, 2005–06, 2012–13, 2013–14, 2014–15, 2023–24, 2024–25 |
| Dinamo București           | 18      | 1955, 1961–62, 1962–63, 1963–64, 1964–65, 1970–71, 1972–73, 1974–75, 1976–77, 1981–82, 1982–83, 1983–84, 1989–90, 1991–92, 1999–2000, 2001–02, 2003–04, 2006–07                                                                                |
| CFR Cluj                   | 8       | 2007–08, 2009–10, 2011–12, 2017–18, 2018–19, 2019–20, 2020–21, 2021–22 |
| Venus București            | 7       | 1919–20, 1928–29, 1931–32, 1933–34, 1936–37, 1938–39, 1939–40 |
| UTA Arad                   | 6       | 1946–47, 1947–48, 1950, 1954, 1968–69, 1969–70 |
| Chinezul Timișoara         | 6       | 1921–22, 1922–23, 1923–24, 1924–25, 1925–26, 1926–27 |
| Universitatea Craiova      | 4       | 1973–74, 1979–80, 1980–81, 1990–91 |
| Petrolul Ploiești          | 4       | 1929–30, 1957–58, 1958–59, 1965–66 |
| Ripensia Timișoara         | 4       | 1932–33, 1934–35, 1935–36, 1937–38 |
| Rapid București            | 3       | 1966–67, 1998–99, 2002–03 |
| Argeș Pitești              | 2       | 1971–72, 1978–79 |
| Unirea Tricolor București  | 2       | 1920–21, 1940–41 |
| Prahova Ploiești           | 2       | 1911–12, 1915–16 |
| Colentina București        | 2       | 1912–13, 1913–14 |
| Olympia București          | 2       | 1909–10, 1910–11 |
| Farul Constanța            | 2       | 2016–17, 2022–23 |
| Astra Giurgiu              | 1       | 2015–16 |
| Oțelul Galați              | 1       | 2010–11 |
| Unirea Urziceni            | 1       | 2008–09 |
| Club Atletic Oradea        | 1       | 1948–49 |
| CSM Reșița                 | 1       | 1930–31 |
| Colțea Brașov              | 1       | 1927–28 |
| Româno-Americană București | 1       | 1914–15 |